# Robert Swailes
Pour les articles homonymes, voir Swailes.
Robert Blatchford Swailes (26 février 1896-6 juin 1968) est un homme politique canadien de la Colombie-Britannique. Il est député provincial social-démocrate de la circonscription britanno-colombienne de Delta de 1933 à 1937.

## Biographie
Né à Leeds dans le Yorkshire and the Humber en Angleterre, Swailes s'établit dans la région d'Aldergrove en Colombie-Britannique pour y travailler comme fermier.
Élu député et siégeant à l'Assemblée législative de la Colombie-Britannique, il quitte le caucus social-démocrate en 1936 au moment où le révérend Robert Connell est expulsé du parti et fonde le British Columbia Social Constructive Party (en). S'associant à ce nouveau parti, Swailes est défait lors de l'élection de 1937 et prend sa retraite.
Swailes meurt à Vancouver en juin 1968 à l'âge de 72 ans.
Son frère, Donovan Swailes, représente la circonscription d'Assiniboia à l'Assemblée législative du Manitoba.